# Athroolopha albinisante
Athroolopha albinisante är en fjärilsart som beskrevs av Charles Oberthür 1923. Athroolopha albinisante ingår i släktet Athroolopha och familjen mätare. Inga underarter finns listade i Catalogue of Life.